# 大石南町
大石南町（おおいしみなみまち）は兵庫県神戸市灘区の町名の一つで旧・大石村域の西南部に相当する。
東は都賀川を挟んで新在家南町と、同じく南東の一点で灘浜東町と、南から南西にかけては灘浜町と、西は味泥町と、北は国道43号を挟んで大石北町と、同じく北西の一点で都通と、同じく北東の一点で大石東町と、それぞれ隣接している。東から順に一～三丁目がある。
令和2年国勢調査（2020年10月1日）における世帯数は315、人口796で内男性364人・女性432人。郵便番号：657-0852。